# Herengracht (Utrecht)

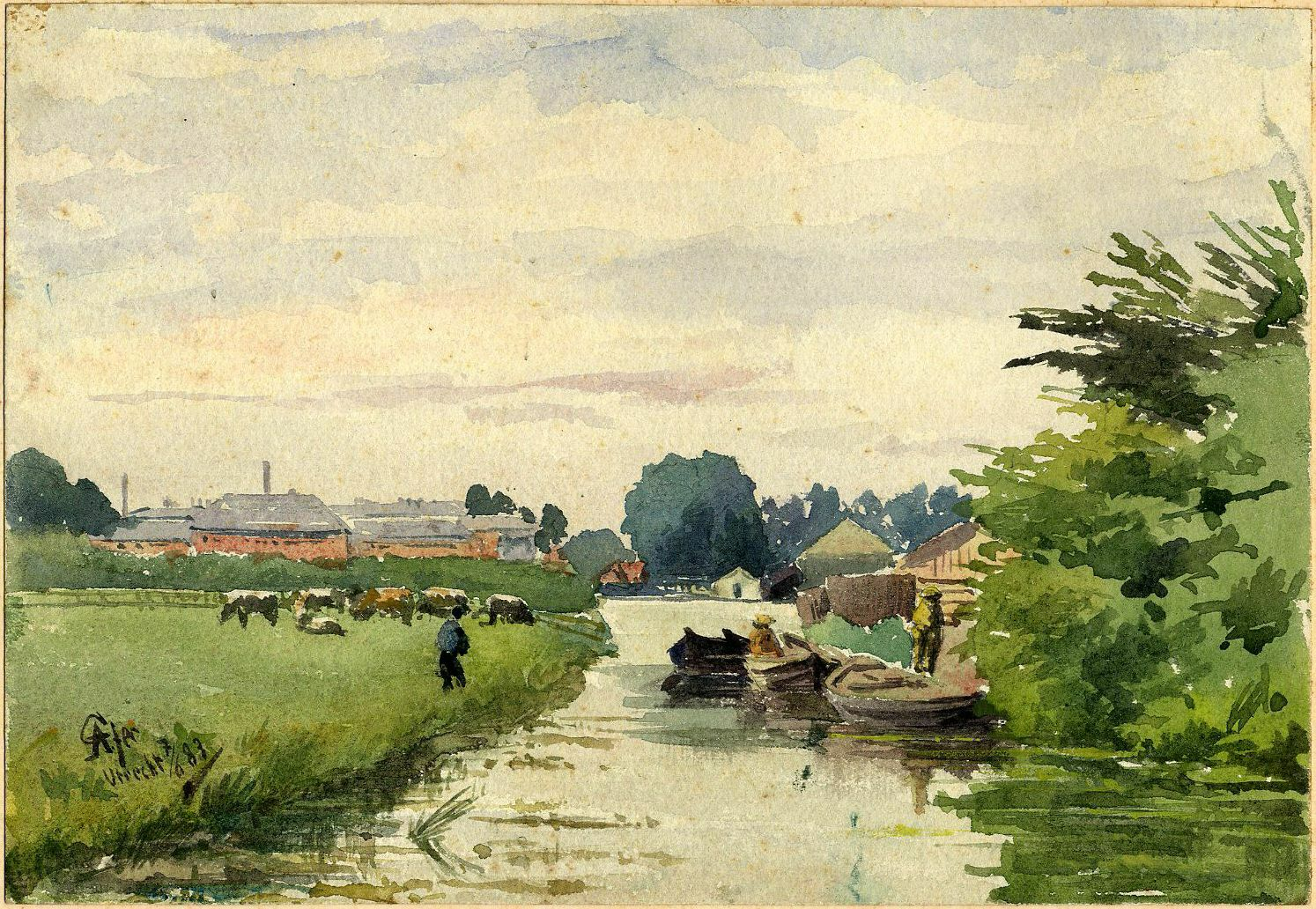
De Herengracht in 1883

De Herengracht was een watergang in de Nederlandse stad Utrecht. 

## Geschiedenis
Deze waterweg werd rond 1664 door het stadsbestuur aangelegd als onderdeel van een grachtenstelsel door tuinbouwgebied, even ten westen van de oude Binnenstad in de Stadsvrijheid. Burgemeester Hendrick Moreelse wilde deze grachten opnemen in een grootschalig uitbreidingsplan voor Utrecht, dat echter nooit gerealiseerd is. Van de grachtenstructuur maakten verder deel uit: de nieuwe Leidse Vaart, de Mariagracht en twee andere "moesgrachten", namelijk de Blekersgracht en de Bloemgracht, later Kruisvaart geheten.
Over de "moesgrachten" konden tuinders in dit gebied hun waren naar de stad transporteren. Onderling stonden de drie moesgrachten met elkaar in verbinding via de Mariagracht. De Mariagracht vormde een dwarsgracht die de drie moesgrachten doorkruiste. In het oosten sloot de Mariagracht op haar beurt weer aan op de Stadsbuitengracht ter hoogte van het in die tijd vergraven Mariabolwerk. 
Omstreeks 1866 is de Herengracht gedempt in verband met de aanleg van nieuwe spoorlijnen. Ter compensatie is de Kruisvaart verbreed.